# Eubleekeria
Eubleekeria es un género de peces de la familia Leiognathidae. Las especies de este género son nativas de los océanos Índico y Pacífico. Fue descrito por Henry Weed Fowler en 1904.

## Especies
- Eubleekeria jonesi (P. S. B. R. James, 1971)
- Eubleekeria kupanensis (Seishi Kimura & Peristiwady, 2005)
- Eubleekeria rapsoni (Munro, 1964)
- Eubleekeria splendens (Cuvier, 1829)